# Episodi di Viaggio in fondo al mare (terza stagione)
La terza stagione della serie televisiva Viaggio in fondo al mare è andata in onda negli Stati Uniti dal 18 settembre 1966 al 19 marzo 1967 sulla ABC.
| nº | Titolo originale         | Prima TV USA      | Titolo italiano | Prima TV Italia |
| -- | ------------------------ | ----------------- | --------------- | --------------- |
| 1  | Monster from the Inferno | 18 settembre 1966 |                 |                 |
| 2  | Werewolf                 | 25 settembre 1966 |                 |                 |
| 3  | The Day the World Ended  | 2 ottobre 1966    |                 |                 |
| 4  | Night of Terror          | 9 ottobre 1966    |                 |                 |
| 5  | The Terrible Toys        | 16 ottobre 1966   |                 |                 |
| 6  | Day of Evil              | 23 ottobre 1966   |                 |                 |
| 7  | Deadly Waters            | 30 ottobre 1966   |                 |                 |
| 8  | Thing from Inner Space   | 6 novembre 1966   |                 |                 |
| 9  | The Death Watch          | 13 novembre 1966  |                 |                 |
| 10 | Deadly Invasion          | 20 novembre 1966  |                 |                 |
| 11 | The Haunted Submarine    | 27 novembre 1966  |                 |                 |
| 12 | The Plant Man            | 4 dicembre 1966   |                 |                 |
| 13 | The Lost Bomb            | 11 dicembre 1966  |                 |                 |
| 14 | The Brand of the Beast   | 18 dicembre 1966  |                 |                 |
| 15 | The Creature             | 1º gennaio 1967   |                 |                 |
| 16 | Death from the Past      | 8 gennaio 1967    |                 |                 |
| 17 | The Heat Monster         | 15 gennaio 1967   |                 |                 |
| 18 | The Fossil Men           | 22 gennaio 1967   |                 |                 |
| 19 | The Mermaid              | 29 gennaio 1967   |                 |                 |
| 20 | The Mummy                | 5 febbraio 1967   |                 |                 |
| 21 | Shadowman                | 12 febbraio 1967  |                 |                 |
| 22 | No Escape from Death     | 19 febbraio 1967  |                 |                 |
| 23 | Doomsday Island          | 26 febbraio 1967  |                 |                 |
| 24 | The Wax Men              | 5 marzo 1967      |                 |                 |
| 25 | Deadly Cloud             | 12 marzo 1967     |                 |                 |
| 26 | Destroy Seaview!         | 19 marzo 1967     |                 |                 |

## Monster from the Inferno
- Prima televisiva: 18 settembre 1966

### Trama
- Guest star: Arthur Hill (Lindsay), Richard Bull (dottore), Dick Tufeld (Brain, voce)

## Werewolf
- Prima televisiva: 25 settembre 1966

### Trama
- Guest star: Charles Aidman (dottor Hollis), Douglas Bank (Witt), Richard Bull (dottore)

## The Day the World Ended
- Prima televisiva: 2 ottobre 1966

### Trama
- Guest star: Skip Homeier (Sen. Dennis), Richard Bull (dottore)

## Night of Terror
- Prima televisiva: 9 ottobre 1966

### Trama
- Guest star: Henry Jones (dottor Sprauge), Jerry Catron (bucaniere)

## The Terrible Toys
- Prima televisiva: 16 ottobre 1966

### Trama
- Guest star: Jim Mills (Alien Leader's Voice), Richard Bull (dottore), Paul Fix (Sam Burke), Francis X. Bushman (vecchio), Ron Stein (Sonar)

## Day of Evil
- Prima televisiva: 23 ottobre 1966

### Trama
- Guest star: Richard Bull (dottore), Ron Stein (membro dell'equipaggio nella stanza dei missili)

## Deadly Waters
- Prima televisiva: 30 ottobre 1966

### Trama
- Guest star: Richard Bull (dottore), Harry Lauter (comandante Finch), Don Gordon (Stan Kowalski), Lew Gallo (Kruger), Ron Stein (membro dell'equipaggio)

## Thing from Inner Space
- Prima televisiva: 6 novembre 1966

### Trama
- Guest star: Hugh Marlowe (Bainbridge Wells), Dawson Palmer (Monster), Ron Stein (Ron)

## The Death Watch
- Prima televisiva: 13 novembre 1966

### Trama
- Guest star: Sue England (voce di donna)

## Deadly Invasion
- Prima televisiva: 20 novembre 1966

### Trama
- Guest star: Marco López (membro dell'equipaggio), Michael Fox (generale Haines), Warren Stevens (Sam Garrity), Brent Davis (Peters), Ron Stein (membro dell'equipaggio)

## The Haunted Submarine
- Prima televisiva: 27 novembre 1966

### Trama
- Guest star: Ron Stein (Crew Member)

## The Plant Man
- Prima televisiva: 4 dicembre 1966

### Trama
- Guest star: William Smithers (John Wilson / Ben Wilson), Ron Stein (membro dell'equipaggio)

## The Lost Bomb
- Prima televisiva: 11 dicembre 1966

### Trama
- Guest star: Jack Nicholson (membro dell'equipaggio), Marco López (membro dell'equipaggio), John Lupton (dottor Bradley), Gerald Mohr (Athos Vadim), George Keymas (Zane), Ron Stein (Ron)

## The Brand of the Beast
- Prima televisiva: 18 dicembre 1966

### Trama
- Guest star: Richard Bull (dottore)

## The Creature
- Prima televisiva: 1º gennaio 1967

### Trama
- Guest star: John Strong (operatore radio Monroe), Richard Bull (dottore), Lyle Bettger (dottor King), Ron Stein (Ron)

## Death from the Past
- Prima televisiva: 8 gennaio 1967

### Trama
- Guest star: Richard Bull (dottore), Jan Merlin (tenente Froelich), John Van Dreelen (ammiraglio Barone Gustave Von Neuberg), Ron Stein (Ron)

## The Heat Monster
- Prima televisiva: 15 gennaio 1967

### Trama
- Guest star: Jim Mills (Flame Voice), Don Knight (Sven Larsen), Alfred Ryder (dottor Bergstrom), Ron Stein (membro dell'equipaggio)

## The Fossil Men
- Prima televisiva: 22 gennaio 1967

### Trama
- Guest star: Richard Bull (dottore), Jerry Catron (Richards), Brendan Dillon (capitano Jacob Wren), Bart La Rue (capitano Jacob Wren, voce)

## The Mermaid
- Prima televisiva: 29 gennaio 1967

### Trama
- Guest star: Diane Webber (Mermaid), Ron Stein (Thompson)

## The Mummy
- Prima televisiva: 5 febbraio 1967

### Trama
- Guest star: Richard Bull (dottore), Patrick Culliton (Mac), Ron Stein (Ron)

## Shadowman
- Prima televisiva: 12 febbraio 1967

### Trama
- Guest star: Tyler McVey (generale Blake), Jim Mills (voce Shadowman)

## No Escape from Death
- Prima televisiva: 19 febbraio 1967

### Trama
- Guest star: Paul Carr (Clark)

## Doomsday Island
- Prima televisiva: 26 febbraio 1967

### Trama
- Guest star: Jock Gaynor (Lars), Ron Stein (Ron)

## The Wax Men
- Prima televisiva: 5 marzo 1967

### Trama
- Guest star: Michael Dunn (Clown)

## Deadly Cloud
- Prima televisiva: 12 marzo 1967

### Trama
- Guest star: Robert Carson (Jurgenson), Bill Baldwin (Bill - Aide), Bob McFadden (Invader)

## Destroy Seaview!
- Prima televisiva: 19 marzo 1967

### Trama
- Guest star: Arthur Space (dottor Land), Jerry Catron (Leader)